# Monacrosporium globosporum
Monacrosporium globosporum är en svampart som beskrevs av Preuss 1967. Monacrosporium globosporum ingår i släktet Monacrosporium och familjen vaxskålar.   Inga underarter finns listade i Catalogue of Life.